# Rosa mairei
Rosa mairei — вид рослин з родини трояндових (Rosaceae); ендемік Китаю.

## Біоморфологічна характеристика
Кущ невеликий, 0.5–2 метри заввишки. Гілочки циліндричні, міцні; колючки попарно під листям, прямі, до 1 см, дрібні до міцних або крилоподібні на тій же рослині, поступово звужуються до потовщеної основи, крилаті колючки діаметром до 2 см; щетина від розкиданої до щільної на старих стеблах. Листки включно з ніжками 2–7 см; прилистки здебільшого прилягають до ніжки, вільні частини яйцюваті, запушені, на краю пилчасті або цілі; остови й ніжки шовковисті; листочків 5–9(11), довгасто-яйцюваті або зворотно-яйцюваті, іноді довгасті, 6–20 × 4–10 см, обидва боки шовковисті, основа клиноподібна або майже округла, край зазубрений у верхній 1/3–2/3 частині, верхівка округло-тупа або усічена. Квітка поодинока, пазушна, 2–3 см у діаметрі. Чашолистків 4, яйцюваті або ланцетні. Пелюсток 4, білі, широко яйцюваті, основа клиноподібна, верхівка хвиляста. Цинародії червоні або коричневі, яйцювато-кулясті, ≈ 1 см у діаметрі, голі, зі стійкими (випростаними чи загнутими) чашолистками. Період цвітіння: травень — липень; період плодоношення: липень — жовтень.

## Поширення й умови зростання
Ендемік Китаю: Гуйчжоу, Сичуань, Юньнань, Тибет. Населяє береги потоків у лісах, сонячні схили; на висотах 2300–4200 метрів.